# Zaleptus ornatus
Zaleptus ornatus is een hooiwagen uit de familie Sclerosomatidae.